# Steffen Puttkammer
Steffen Puttkammer (* 30. September 1988 in Wilhelmshaven) ist ein deutscher Fußballspieler. Er steht seit Sommer 2017 beim SV Meppen unter Vertrag.

## Karriere
In seiner Jugend spielte Steffen Puttkammer für den Heidmühler FC sowie den VfB Oldenburg. 2007 wechselte er zum SV Wilhelmshaven, für den er mehrfach in der Oberliga spielte. Über den BV Cloppenburg führte es ihn 2008 zum FC Oberneuland, für den er erstmals in der Regionalliga tätig war. Schließlich folgte 2009 die Rückkehr zum SV Wilhelmshaven, der mittlerweile ebenfalls in der Regionalliga spielte.
Im Sommer 2013 wechselte Puttkammer zum 1. FC Magdeburg in die Regionalliga Nordost, mit dem ihm in der Saison 2014/15 der Aufstieg in die 3. Liga gelang. Zu Beginn der Saison 2015/16 fehlte Puttkammer verletzungsbedingt. Nach Ende seines Vertrages wechselte er im Sommer 2017 zum Aufsteiger SV Meppen.